# شاخ‌چنگالی
شاخ‌چنگالی (نام علمی: Antilocapra americana) یک گونه از تیره شاخ‌چنگالان است. سردهّ آن تک‌گونه است و تنها همین گونه را دارد.